# Jens Truckenbrod
Jens Truckenbrod (Singen, 1980. február 18. –) német labdarúgó, az SC Preußen Münster középpályása.